# Infrarreciclaje

Infrarreciclaje

Infrarreciclaje, también llamado downcycling, es el proceso de reciclaje de residuos donde el nuevo material reciclado tiene funcionalidad y calidad más baja que el material original.
Un ejemplo importante del infrarreciclaje es la acumulación de elementos residuales para formar metales secundarios, lo que puede excluir a este último de aplicaciones de alta calidad. Chatarra de acero de los vehículos que llegaron al final de su vida útil, que a menudo está contaminado con alambres de cobre y estaño del recubrimiento. Esta chatarra contaminada produce un acero secundario que no cumple con las especificaciones de acero para automóviles y, por lo tanto, se utiliza principalmente en el sector de la construcción.
El infrarreciclaje puede ayudar a extender el ciclo de vida de los materiales, reducir el consumo de materias primas, y evitar el uso de energía, emisiones de gases de efecto invernadero, la contaminación de aire, y contaminación de agua de la producción primaria y la extracción de recursos.

## Origen del término

Infrarreciclaje de acero de chatarra en edificios. La chatarra de acero del vehículo, que está contaminada con otros metales, a menudo se vuelve a fundir en acero de construcción que puede contener hasta un 0,4% de cobre.

El término downcycling fue utilizado por Reiner Pilz en una entrevista de Thornton Kay de Salvo en 1994.
Estamos hablando de la inminente directiva de Secuencias de Residuos de Demolición de la UE. "Reciclando", lo llamó downcycling. Rompen ladrillos, aplastan todo. Lo que necesitamos es reciclar, donde los productos viejos reciben más valor, no menos. "Se desespera de la situación alemana y recuerda el suministro de una gran cantidad de madera recuperada de un proveedor inglés para un contrato en Nuremberg, mientras que en el camino se desecharon una carga de bloques similares. Era un agregado de aspecto diminuto con piezas de ladrillo hecho a mano, baldosas antiguas y partes discernibles de artículos antiguos útiles mezclados con hormigón triturado. ¿Es este el futuro de Europa?
El término downcycling también fue utilizado por William McDonough y Michael Braungart en su libro de 2002 Cradle to Cradle: Rehacer la forma en que hacemos las cosas.
Como hemos notado, la mayor parte del reciclaje es en realidad un ciclo descendente; reduce la calidad de un material a lo largo del tiempo. Cuando se reciclan plásticos distintos de los que se encuentran en las botellas de refrescos y agua, se mezclan con diferentes plásticos para producir un híbrido de menor calidad, que luego se moldea en algo amorfo y barato, como un banco de un parque o un bache de velocidad. El aluminio es otro material valioso pero constantemente reciclado. La lata de refresco típica consiste en dos tipos de aluminio: las paredes están compuestas de aluminio, aleación de manganeso con algo de magnesio, además de recubrimientos y pintura, mientras que la parte superior más dura es de aleación de aluminio y magnesio. En el reciclaje convencional, estos materiales se funden entre sí, dando como resultado un producto más débil y menos útil.
El infrarreciclaje está relacionado con —pero es diferente— del reciclaje en bucle abierto. El término reciclado de ciclo abierto denota una situación en la que el material secundario se usa en un sistema de producto diferente al material original; por lo tanto, comprende tanto suprarreciclaje como infrarreciclaje. Aunque el término así lo sugiere, los beneficios ambientales del ciclo de reciclaje no son necesariamente menores que los del ciclo de reciclaje cerrado; el beneficio general de las diferentes alternativas de reciclaje depende de la cantidad de producción primaria que realmente se evita, y qué opción tiene el mayor potencial de reducción de impacto al producir el material secundario.